# ADINA

Screenshot von ADINA unter Linux

ADINA (Automatic Dynamic Incremental Nonlinear Analysis) ist ein Finite-Element-Programmsystem, das von Klaus-Jürgen Bathe ins Leben gerufen wurde und seit 1986 von ADINA Research & Development, Inc. entwickelt wird. Das Programm bietet Möglichkeiten zur Berechnung linearer und nicht linearer, quasistatischer und dynamischer Fragestellungen aus Strukturmechanik, Strömungsmechanik, Akustik, Thermodynamik, Elektromagnetismus.

## Merkmale
Eine der Besonderheiten von ADINA ist die Möglichkeit, Probleme der Fluid-Struktur-Interaktion (FSI) vollständig gekoppelt zu berechnen. Dies ermöglicht Lösungen für offene Fragestellungen, die das flexible Verhalten von Strukturen unter beliebigen Strömungsbedingungen und die wechselseitigen Beeinflussungen betreffen (Bsp.: Fallschirm, Adern, Ventilfeder).
Die von ADINA verwendeten mathematischen Formulierungen sind vollständig beschrieben und damit jedem Interessenten zugänglich. Die zu diesem Thema verfassten Bücher von Klaus-Jürgen Bathe gehören zu den anerkannten Standardwerken der Finite-Elemente-Methode.
ADINA bedient sich einer großen Anzahl von 1-, 2- und 3-dimensionalen Elementformulierungen, für die eine Vielzahl von Materialgesetzen verfügbar ist.

## Aufbau und Schnittstellen
ADINA ist modular aufgebaut und kann auch modular angeschafft werden. Neben den drei physikalischen Kernbereichen ADINA-A (Struktur), ADINA-T (Thermodynamik und Feldberechnung) und ADINA-F (Strömungsmechanik) stehen auch die Kopplungen ADINA-FSI und ADINA-TMC sowie eine vollständige Bedienoberfläche und Schnittstellen zur Verfügung. Das System beinhaltet auch Netzgeneratoren inklusive eines automatischen Hexaedervernetzers. Über eine Protokolldatei ist eine Prozessautomatisierung möglich, die Offenheit des Systems lässt Raum für die Integration eigener Lösungen.

## Nutzer
Zu den Nutzern von ADINA zählen neben ausbildungsbedingten Strukturen, wie z. B. der Bundeswehr, Universität München und anderen Universitäten, primär Firmen, welche virtuell entwickeln und simulieren (hierzu gehören beispielsweise Ingenieurbüros und Fahrzeughersteller).

## Sonstiges
Aufgrund einer Kooperation zwischen ADINA Inc. und Siemens PLM ist in NX Nastran ein ADINA Subset als Zusatzmodul Advanced Nonlinear verfügbar.